# Circo romano di Tarragona
Il circo romano di Tarragona fu costruito nella Spagna romana al tempo dell'Imperatore romano Augusto, quando lo stesso risiedette a Tarraco, capitale dell'antica Hispania Citerior negli anni 26-24 a.C. Dal 2000 è parte del Complesso archeologico di Tarraco iscritto tra i patrimoni dell'umanità.

## Storia
Il circo venne edificato sul finire del I secolo a.C., durante il periodo delle guerre cantabriche, quando l'Imperatore romano Augusto soggiornò per tre inverni consecutivi nella capitale della futura provincia romana, chiamata Tarraconense. L'edificio, nel quale si tenevano le corse delle bighe o delle quadrighe, fu integrato nel complesso monumentale del vicino Forum, occupando una terza terrazza inferiore. Sembra che il circo abbia cessato di essere utilizzato nel corso del V secolo, quando alcune abitazioni iniziarono ad installarsi sulle sue strutture.

## Struttura

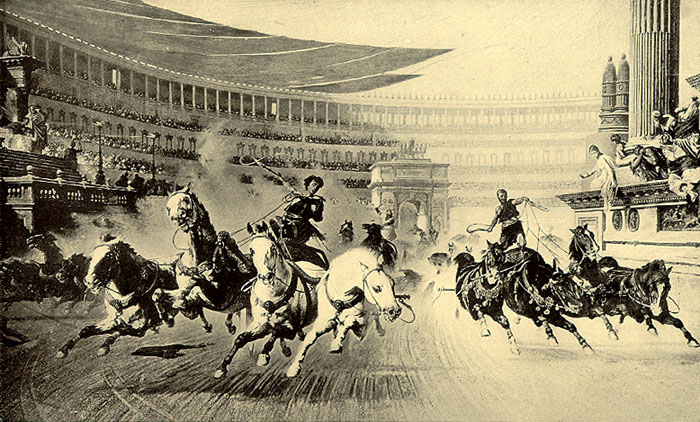
Ricostruzione artistica di un circo dell'antica Roma.

Il Circus era posizionato nei pressi dell'antico Forum di Tarraco. La struttura del circus misurava 310 metri di lunghezza (la cui arena era di 300 metri) e 120 metri di larghezza (mentre l'arena era larga tra i 68 e gli 80 metri), ben più ampia di ciò che era consuetudine costruire. La larghezza della cavea era mediamente di 17/18 metri, con una ampiezza massima di 20 metri, mentre l'intera capienza della struttura sembra potesse ospitare fino a 23.000 spettatori lungo le sue gradinate. Le volte in muratura che sostenevano la cavea, dove erano posizionati i sedili in pietra, ospitavano i corridoi che permettevano l'afflusso e il deflusso degli spettatori, collegandosi con la soprastante piazza del Foro. La cavea era, inoltre, separata dall'arena da un muro alto circa 2 metri, che proteggeva gli spettatori dagli incidenti che potevano capitare durante le gare, ed era interrotta, in asse con il complesso superiore, dal pulvinar, tribuna delle autorità.

## Archeologia dell'antico circo
In epoca medioevale il circo, inizialmente occupato da un piccolo borgo extraurbano (XII secolo), fu inglobato nelle fortificazioni cittadine, che si ampliano riutilizzandone la facciata (XIV secolo). Su uno dei lati corti c'erano i carceres, strutture di partenza per le gare, che al momento non sono stati indagati dagli archeologi. È inoltre a noi pervenuta un'iscrizione che parla di un auriga, il cui nome era Eutyches, che morì a 22 anni.

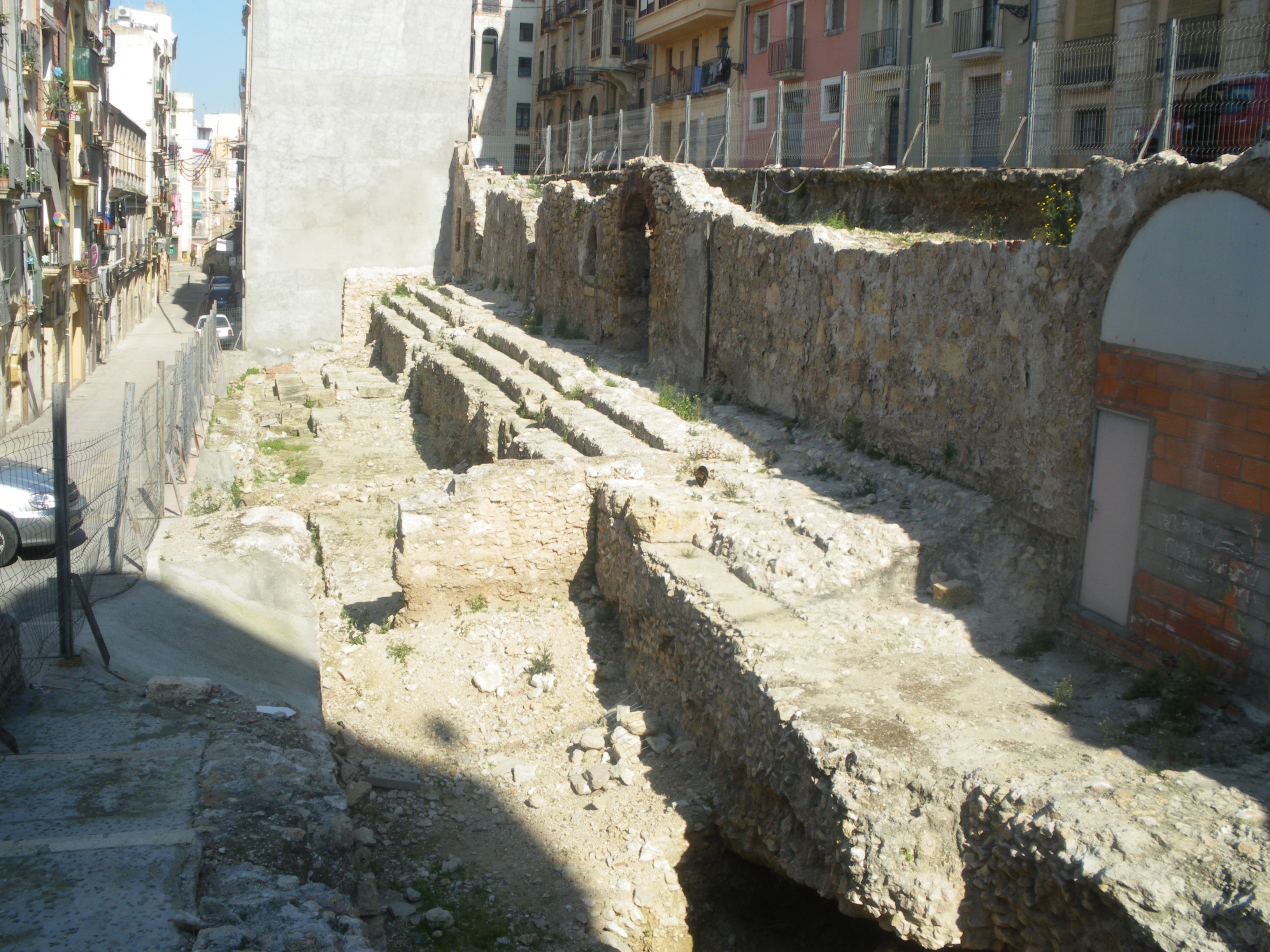
Dettaglio delle gradinate laterali.
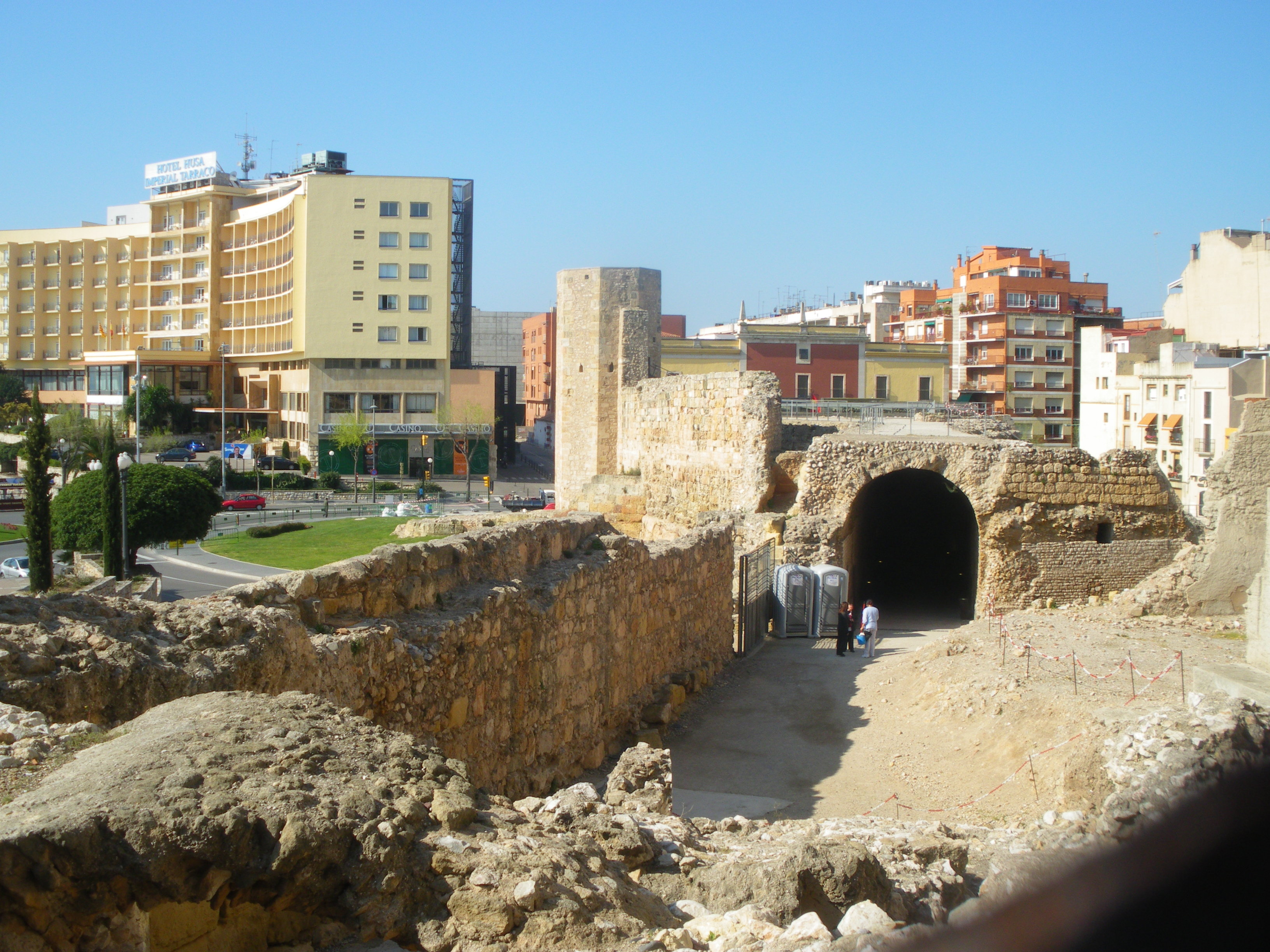
Vista delle gradinate e del corridoio sottostante nella parte circolare del circus.
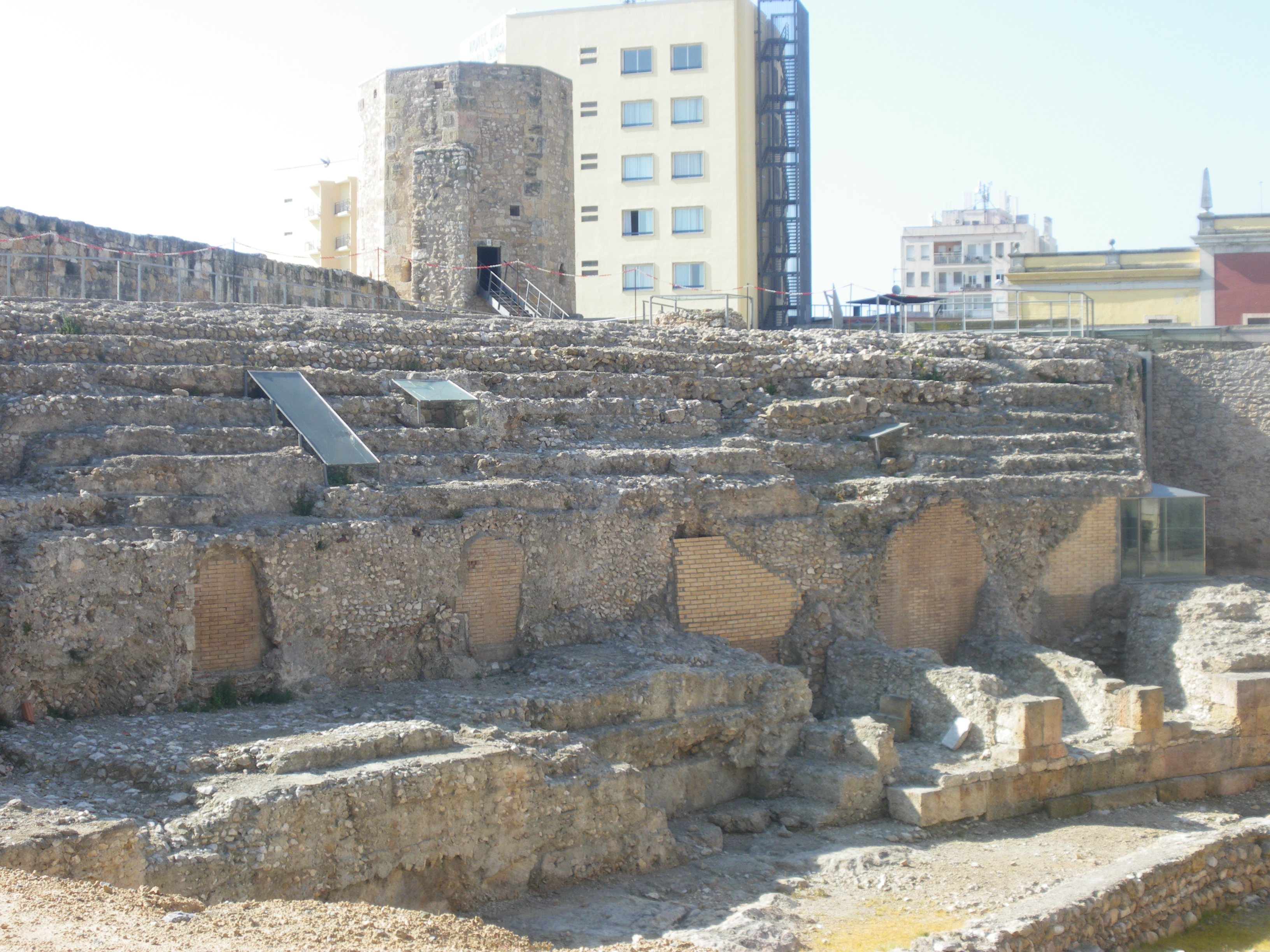
Gradinate nella zona della "curva".
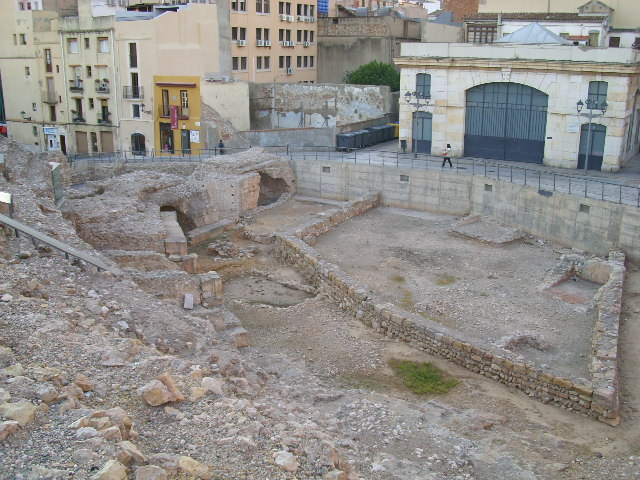
Resti dell'antico circo, dall'alto delle gradinate della "curva".
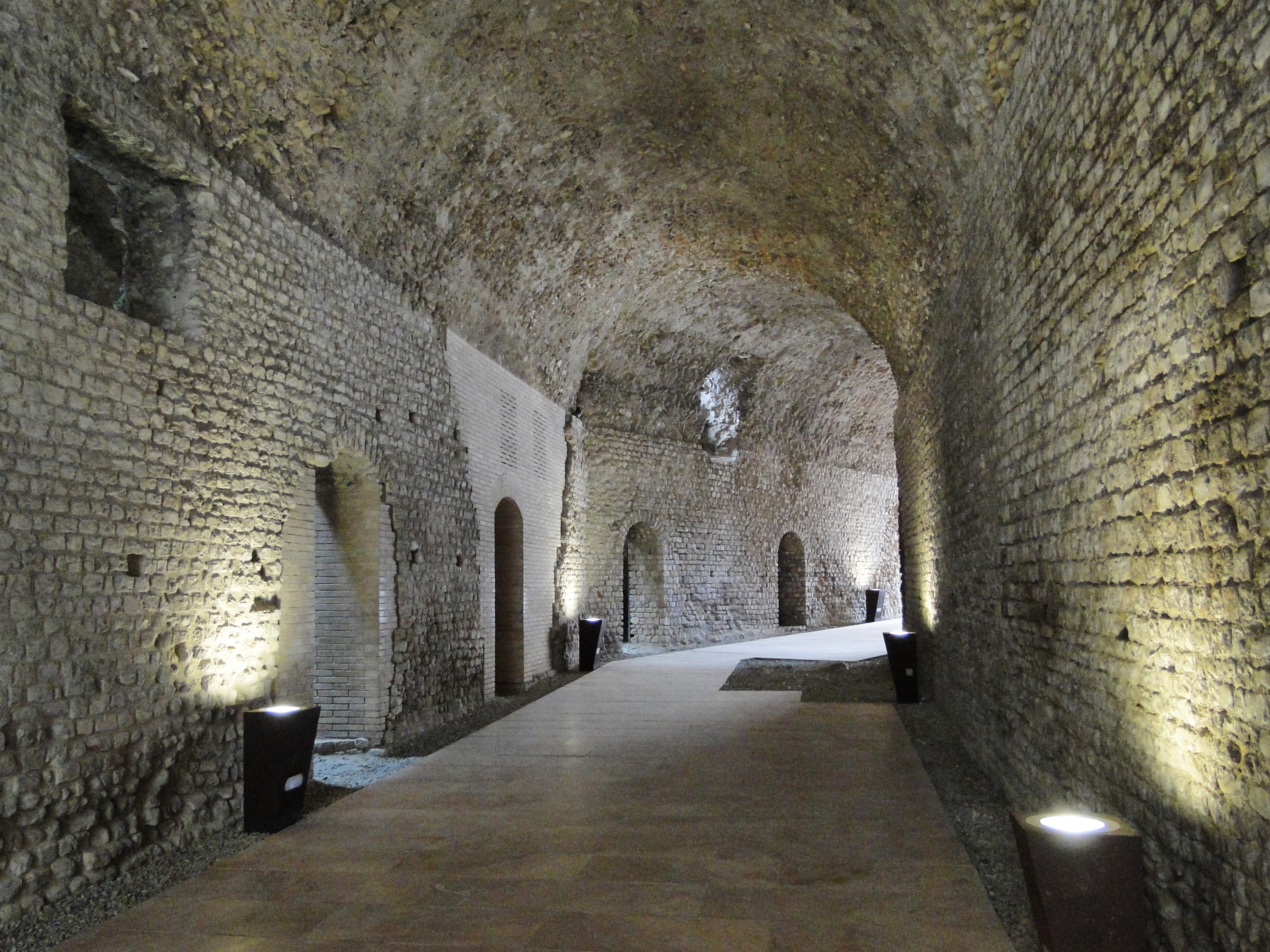
Volte in muratura che sostenevano la cavea. erano larghe 4/5 metri ed alte 6,25.
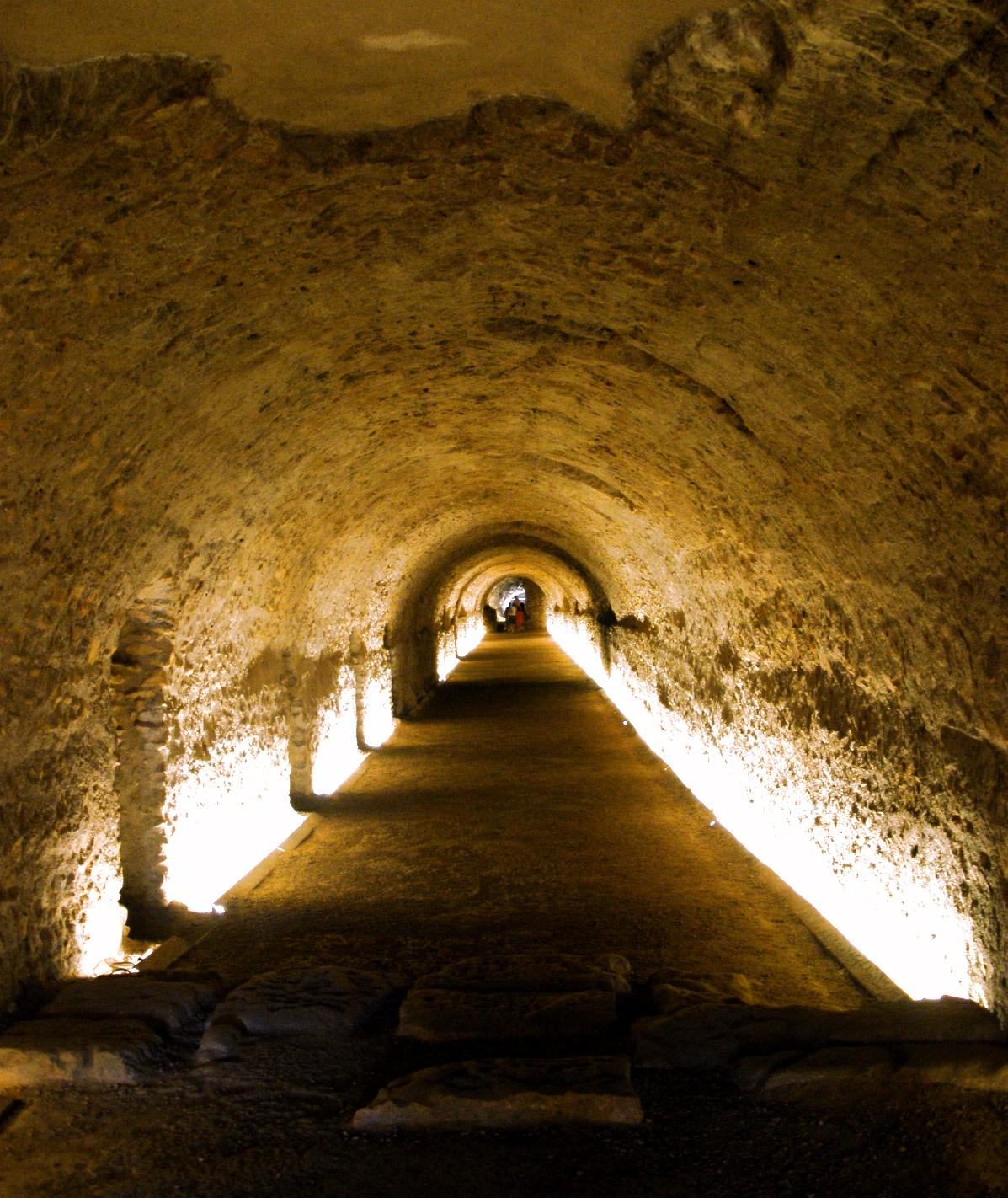
Tunnel sotterraneo di accesso alle gradinate.
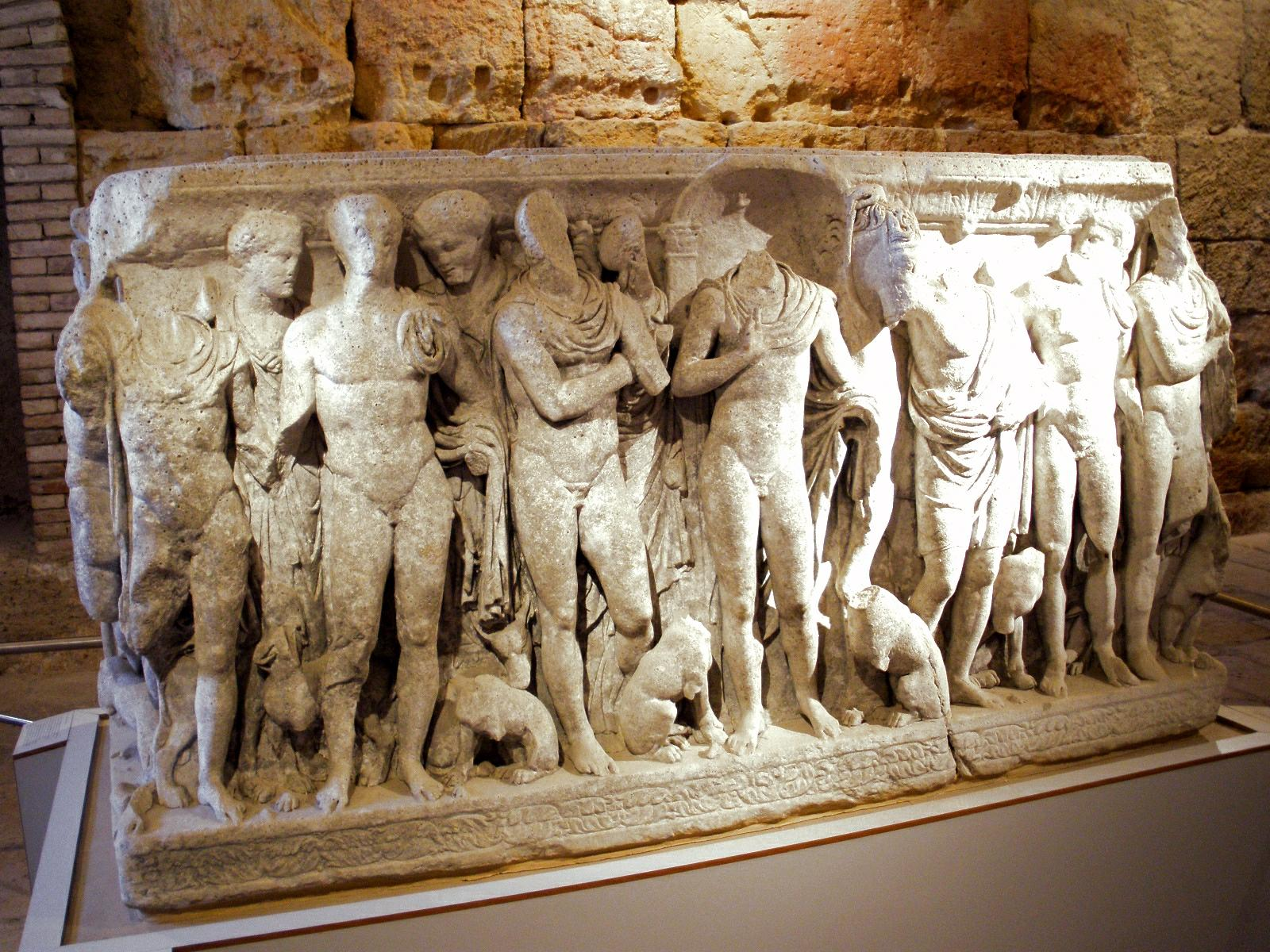
Antico sarcofago conservato nei sotterranei del circo.
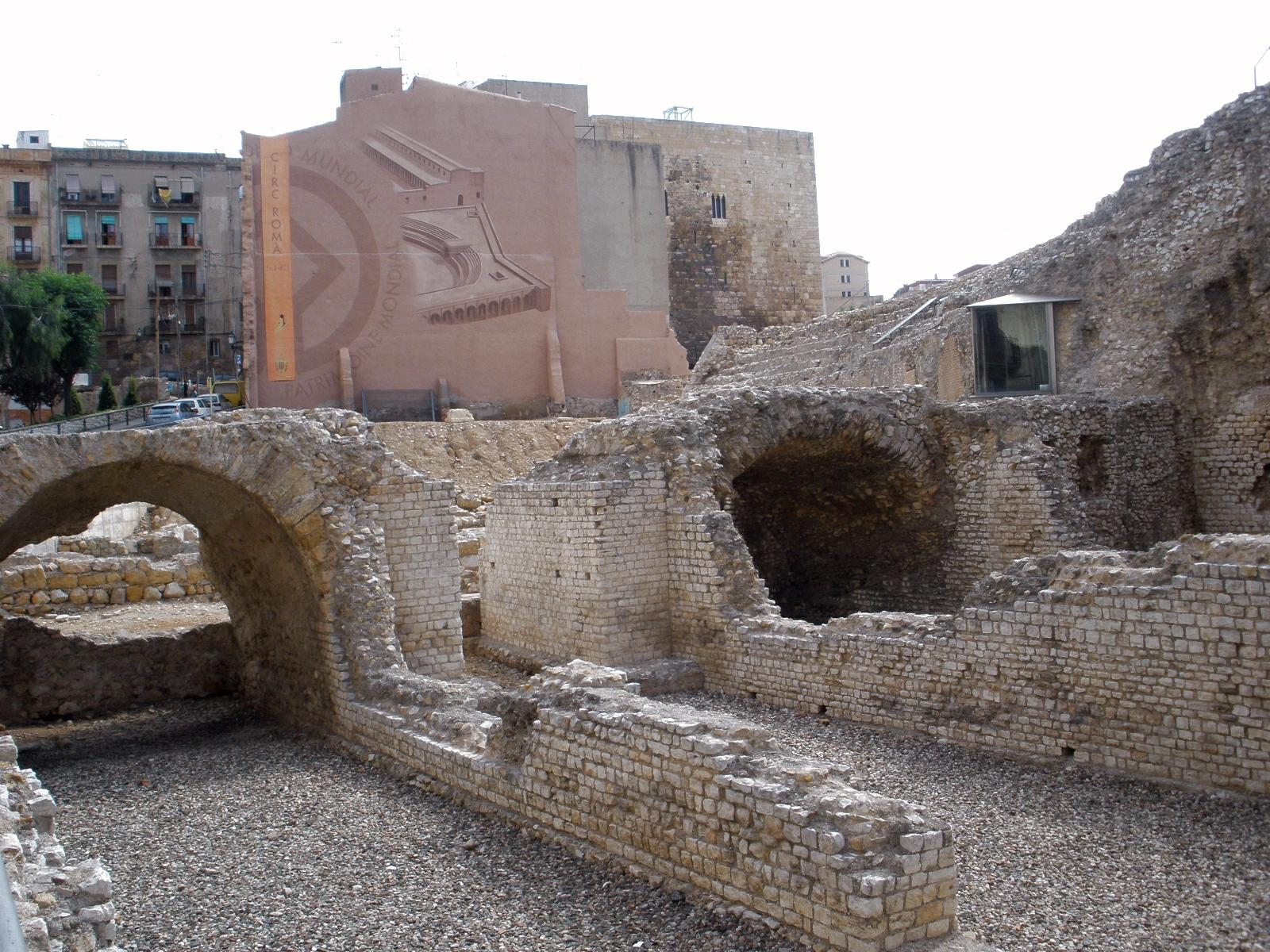
Ancora il circo, sullo sfondo una ricostruzione ideale appesa ad un vicino palazzo.